# 黃健華

黃健華（1953年—2021年12月10日），生於柬埔寨，中華民國企業家，為華寶通訊創辦人、誠研科技董事長。

## 生平
黃健華於柬埔寨出生，19歲時以華僑身份至台灣台北市留學，就讀成功高中。高中畢業後，考取國立台灣大學電機系，取得學士學位。在國立台灣大學時認識殷非凡，兩人在大學畢業後結婚。
大學畢業後，黃健華進入惠普工作，殷非凡則在台北市當英文補教名師。經由入股，殷非凡成立「殷非凡文理補習班」，黃健華協助殷非凡管理補習班帳務。1999年，黃健華與楊青山合資成立華山通訊，研發手機。2000年，華山通訊引進仁寶電腦資金，改名華寶通訊，黃健華退出經營。2009年，黃健華投資誠研科技，出任董事長。
2021年12月10日，黃健華於台北市病逝，享年68歲。

## 家庭
其妻殷非凡，兩人生有一女黃茯、一子黃川。